# 生田浩二
生田 浩二（いくた こうじ、1933年〈昭和8年〉2月3日 - 1966年〈昭和41年〉3月23日）は、日本の社会主義運動家。共産主義者同盟（共産同・ブント）創立者。

## 人物・略歴
静岡県静岡市出身。静岡城内高校2年の時、共産党に入党。1952年、静岡県立静岡城内高等学校卒業。同年東京大学入学。教養学部細胞のリーダーとして活動。共産党が武装闘争路線を転換した1955年（昭和30年）の六全協の後、大学に戻り、授業料値上げ反対闘争を指導。1956年（昭和31年）、経済学部に進み、自治会中央委員会議長として砂川基地反対闘争などを指導。1958年（昭和33年）、東大細胞機関誌「マルクス・レーニン主義」を創刊、党中央と理論的に対立し、島成郎らとブントを組織、1959年（昭和34年）8月事務局長。1960年（昭和35年）、羽田デモ事件で逮捕、起訴されたが、安保闘争後大学院に進み、1964年（昭和39年）には米ペンシルベニア大学に留学。1966年（昭和41年）、アパート火災で妻の恭子とともに焼死した。友人らによる「生田夫妻追悼記念文集」がある。